# Regionshospitalet Tarm
Regionshospitalet Tarm (tidl. Tarm Sygehus) er i dag primært et sundhedscenter. Derudover er der en røntgenafdeling og jordmoderkonsultation på hospitalet, ligesom der er tilknyttet en døgndækkende akutbil med anæstesisygeplejersker.
Det første hospital i Tarm blev oprettet af apoteker N.E.C. Rasmussen i 1886 og den første patient blev modtaget d. 6. januar 1886.
I alt var der dette år indlagt 52 patienter, hvoraf 40 blev helbredt og 12 udskrevet uden fuldendt kur.
I 1889 købte Ringkjøbing Amtsråd sygehuset og i 1891 fandt det første kirurgiske indgreb, med fuld narkose, sted på det der dengang hed Tarm Sygehus.
I 1961 blev sygehuset videreført som et delt sygehus, med en medicinsk og en kirurgisk afdeling.
I 1993 blev operationsgangen moderniseret, den nye hovedindgang med hall blev etableret. I 1998 blev fødefunktionen nedlagt og de fysiske rammer giver nu plads til et moderne dagkirurgisk afsnit som i dag er sygehusets vigtigste funktion.
Klinisk Immunologisk Afdeling har i dag en mobil tappeenhed, som med jævne mellemrum bliver opstillet på sygehuset, når der skal tappes blod.
Regionshospitalet Tarm har i lang tid været truet af lukning, og politikerne i Region Midtjylland har da også lagt op til en total lukning når et nyt hospital står færdigt ved Gødstrup nordvest for Herning.